# Grande rivière Milnikek Nord
Pour les articles homonymes, voir Milnikek.
La Grande rivière Milnikek Nord est un cours d'eau douce traversant la municipalité d'Albertville (canton de Milnikek) et le territoire non organisé de rivière-Vaseuse (canton de Jetté), dans la municipalité régionale de comté (MRC) de La Matapédia, dans la région administrative du Bas-Saint-Laurent, au Québec, au Canada.
La Grande rivière Milnikek Nord prend sa source au lac Milnikek. La rivière coule généralement vers le sud surtout en zone forestière, en formant une grande courbe vers l'ouest, dans le canton de Jetté. Cette rivière de la vallée de la Matapédia se déverse dans un coude de rivière sur la rive nord de la rivière Milnikek, dans Albertville.
La rivière Milnikek coule vers l'est, puis le Sud-Est, pour se déverser à Routhierville, sur la rive ouest de la rivière Matapédia laquelle coule à son tour vers le sud jusqu'à la rive nord de la rivière Ristigouche. Cette dernière coule vers l'est, jusqu'à la rive ouest de la baie des Chaleurs laquelle s'ouvre vers l'est sur le golfe du Saint-Laurent.

## Géographie
La Grande rivière Milnikek Nord prend sa source à l'embouchure du lac Milnikek (longueur : 0,9 km ; altitude : 244 m) dans le canton de Milnikek, dans la municipalité d'Albertville. Cette source est située à :
- 6,2 km au sud-ouest du centre du village d'Albertville ;
- 9,4 km au nord-ouest de la confluence de la rivière Milnekek ;
- 70,7 km au sud-est du littoral du golfe du Saint-Laurent.

À partir de sa source, le cours de la grande rivière Milnikek Nord descend sur 13,1 km selon les segments suivants :
- 0,5 km vers le sud-est dans le canton de Milnikek, jusqu'à la limite du canton de Jetté ;
- 9,3 km vers le sud dans le canton de Jetté, en formant une courbe vers l'ouest, jusqu'à la Petite rivière Milnikek Nord ;
- 2,0 km vers le sud-est, jusqu'à la limite ouest du Milnikek (Albertville) ;
- 1,3 km vers le sud-est, jusqu'à la confluence de la rivière[2].

La grande rivière Milnikek Nord se déverse dans un coude de rivière sur la rive nord de la rivière Milnikek. Cette confluence est située à :
- 1,7 km au nord du canton de Milnikek ;
- 17,6 km au nord-ouest de la confluence de la rivière Milnikek ;
- 18,7 km au sud-ouest du pont de Causapscal, enjambant la rivière Matapédia.

## Toponymie
Le toponyme "grande rivière Milnikek Nord" a été officialisé le 5 décembre 1968 à la Commission de toponymie du Québec.